# Яхонтов, Александр Александрович
Алекса́ндр Алекса́ндрович Я́хонтов (8 [20] декабря 1879, Москва — 17 ноября 1973, там же) — советский энтомолог, педагог, методист в области естествознания; автор первого учебника по зоологии для советской школы; член-корреспондент АПН РСФСР (1946). Автор ряда учебников, учебно-методических пособий, научно-популярных книг, в которых обосновал значение исследовательского метода в обучении и роль экскурсий в преподавании естественных дисциплин.

## Биография
В 1904 году окончил физико-математический факультет Московского университета. В этом году было напечатано его исследование: «Материалы по фауне Lepidoptera-Rhopalocera Владимирской и Нижегородской губерний» (М.: типо-лит. т-ва И. Н. Кушнерев и К°).
В этом же году начал работать преподавателем естествознания в средней школе. После Октябрьской революции он продолжал преподавание в средней школе, работал Институте методов школьной работы. С 1919 по 1925 год работал в Наркомпросе РСФСР. Параллельно с этим в 1920—29 годах работал в НИИ методов школьной работы. Позднее в 1925—1932 годах работал в Учпедгизе, где работал над созданием серии книг «В помощь школьнику». С 1932 года преподавал в различных учебных заведениях. В 1932—1948 годах он читал курс методики естествознания в Московском государственном педагогическом институте им. В. И. Ленина (до 1949 года); в 1944—60 годах работал в системе АПН РСФСР.

## Научная деятельность
Яхонтов занимался исследованиями в области энтомологии. Является автором более 30 научных работ. Результаты этих исследований нашли своё отражение в методической и учебной литературе — на основе их был составлен определитель для юннатов «Наши дневные бабочки», изданный в 1935 году. Автор учебников, учебно-методических пособий, научно-популярных книг, в которых обосновал значение исследовательского метода обучения и экскурсий в преподавании естественных дисциплин.
Он является автором первого учебника по зоологии для советской школы «Мир животных» и разнообразных методических руководств, таблиц по зоологии для средней школы.

### Избранные труды
- Эволюционная биология, её задачи и методы в Единой трудовой школе // Народное просвещение. — 1920. — № 16-17.
- Биологические экскурсии в городе и по городскому саду. — М.; Л., 1926.
- Мир животных. Ч. 1 — М.; Л., 1926; Ч. 2 — М.; Л., 1929.
- Наши дневные бабочки — М.; 1935.
- Состояние преподавания естествознания в средней школе и пути его улучшения. — М.: Изд-во Акад. пед. наук РСФСР, 1953
- Школьная экскурсия в животноводческое хозяйство. — 2-е изд. — М., 1958.
- Зоология для учителя: В 2 т. — М., 1968—1970. (первый том переиздан 1982 году, второй переиздан в 1985 году)